# Condado de Irwin
El condado de Irwin (en inglés: Irwin County), fundado en 1818, es uno de 159 condados del estado estadounidense de Georgia. En el año 2007, el condado tenía una población de 9934 habitantes y una densidad poblacional de 15 personas por km². La sede del condado es Jefferson.

## Geografía
Según la Oficina del Censo, el condado tiene un área total de 939 km² (362,5 mi²), de la cual 924 km² (356,8 mi²) es tierra y 15 km² (5,8 mi²) (1.63%) es agua.

### Condados adyacentes
- Condado de Ben Hill (norte)
- Condado de Coffee (este)
- Condado de Berrien (sur)
- Condado de Tift (suroeste)
- Condado de Turner (noroeste)

## Demografía
Según el censo de 2000, los ingresos medios por hogar en el condado eran de $30 257, y los ingresos medios por familia eran $35 234. Los hombres tenían unos ingresos medios de $28 827 frente a los $20 532 para las mujeres. La renta per cápita para el condado era de $14 867. Alrededor del 17.80% de la población estaban por debajo del umbral de pobreza.

## Transporte

### Principales carreteras
- U.S. Route 129
- U.S. Route 319
- Ruta Estatal de Georgia 32
- Ruta Estatal de Georgia 90

## Localidades
- Fitzgerald
- Irwinville, donde fue apresado Jefferson Davis el 10 de mayo de 1865.[4]
- Mystic
- Ocilla